# Simon Callow
Simon Callow, född 13 juni 1949 i Streatham, Lambeth, London, är en brittisk skådespelare, regissör, författare och musiker.
Efter studier vid Queen's University i Belfast gav han upp studierna och började istället arbeta som skådespelare. Efter framgångar på teaterscenen gjorde han sin filmdebut som Emanuel Schikaneder i Milos Formans Amadeus 1984. Trots stora framgångar på scenen blev han inte känd för en större publik förrän han gjorde rollen som den homosexuella Gareth i Fyra bröllop och en begravning.
Han har skrivit mycket om  Charles Dickens och spelat i en enmansföreställning om författaren. Han har även skrivit tre biografier om Orson Welles.
1998 utnämndes han till Commander of the British Empire, CBE.

## Filmografi i urval
- 1984 – Amadeus
- 1985 – Ett rum med utsikt
- 1986 - David Copperfield (TV-serie)
- 1987 – Maurice
- 1987 – Kommissarie Morse (TV-serie)
- 1990 – Vykort från drömfabriken
- 1992 – Howards End
- 1994 – Fyra bröllop och en begravning
- 1994 – Street Fighter
- 1995 – Jefferson i Paris
- 1995 – Ace Ventura: Den galopperande detektiven rider igen
- 1996  – James och jättepersikan
- 1997 – Den hvitklädda kvinnan (TV-serie)
- 1998 – Bedrooms and Hallways
- 1998 – Shakespeare in Love
- 2000 - The Mystery of Charles Dickens (TV-film)
- 2001 – Ingenmansland
- 2003 – Hans Christian Andersen: My Life as a Fairy Tale (TV-film)
- 2004 – Fantomen på Operan
- 2005 – Rome (TV-serie)
- 2005–2011 – Doctor Who (TV-serie)
- 2006–2017 – Morden i Midsomer (TV-serie)
- 2015–2016 – Outlander (TV-serie)
- 2007 – Arn – Tempelriddaren
- 2017 – Hemma i Hampstead
- 2017 – The Man Who Invented Christmas
- 2025 – Étoile (TV-serie)
- 2025 – Eternal Return